# Брикхаус, Анна
Анна Брикхаус (англ. Anna Brickhouse, род. 1968) — американский историк, писательница и профессор. Анна преподаёт в Университете Вирджинии, где также является директором по американским исследованиям. В 2015 году Брикхаус получила первую книжную премию журнала Early American Literature за свою работу «Неспокойно в Америке: перевод, интерпретация и история дона Луиса де Веласко, 1560–1945».

### Книги
- Transamerican Literary Relations and the Nineteenth-Century Public Sphere (2005, Cambridge University Press)[6][7][8]
- The Unsettlement of America: Translation, Interpretation, and the Story of Don Luis de Velasco, 1560-1945 (2014, Oxford University Press)[9][10]

### Статьи
- "L’Ouragan de Flammes (The Hurricane of Flames): New Orleans and Transamerican Catastrophe, 1866/2005." (2007, American Quarterly)
- "Hemispheric Jamestown." Hemispheric American Studies, ed. Caroline Levander and Robert Levine (2008, Rutgers University Press)
- "Autobiografia de un esclavo, 'El negro mártir,' and the Revisionist Geographies of Abolitionism." American Cultural Geographies, ed. Hsuan Hsu (2007, Delaware University Press)